# 明和町立明和東小学校
明和町立明和東小学校（めいわちょうりつめいわひがししょうがっこう）は、群馬県明和町にある公立小学校である。

## 沿革
- 1873年 - 開校(昌明学舎)。
- 1882年 - 進しん学校に改称。
- 1886年 - 邑楽第二江黒尋常小学校に改称。
- 1890年 - 千江田尋常小学校に改称。

## 校歌
作詞は和田利男、作曲は後藤重樹がおこなっている。

## 進学先中学校
- 明和町立明和中学校

## 周辺
- なしの駅